# Батман (река)
Вижте пояснителната страница за други значения на Батман.
Батман (на турски: Batman, Batman Çayı) е малка река в югоизточна Турция, която се влива в р. Тигър. Извира от планината Аладаглар, част от планинска верига Тавър близо до град Батман в провинцията (вилает) Диарбекир.
Античното име на реката е Нимфиус.
През 582 – 583 г. при реките Нимфиус и Тигър се провежда битка на византийците с командир magister militum per Orientem Йоан Мистакон против персите.